# Strömbacka
Inte att förväxla med Strömbackaskolan i Piteå.
Strömbacka är en tidigare småort i Bjuråkers socken i Hudiksvalls kommun. Byn är belägen norr om Norrdellen. 2015 hade folkmängden minskat och småorten upplöstes.

## Järnbruket
Strömbacka har tidigare varit ett järnbruk vilket bestod av stångjärnsmedjan vid Rågärdsån, som färdigställdes 1753, och Movikens masugn, från 1796.
År 1829 infördes vallonsmide, efter beslut av Gustaf Adolf Tamm. Detta kom att praktiseras så långt som fram till år 1947, vilket innebär att Strömbacka järnbruk därmed var det sista bruk i Sverige som praktiserade dessa tillverkningsmetoder.
Strömbacka kapell uppfördes 1842 för att användas av arbetare vid Strömbacka Bruk. Det färdigställdes helt 1864 men redan 1835 hade brukets patronen Per Adolf Tamm bestämt att ett "bönehus" skulle uppföras. 

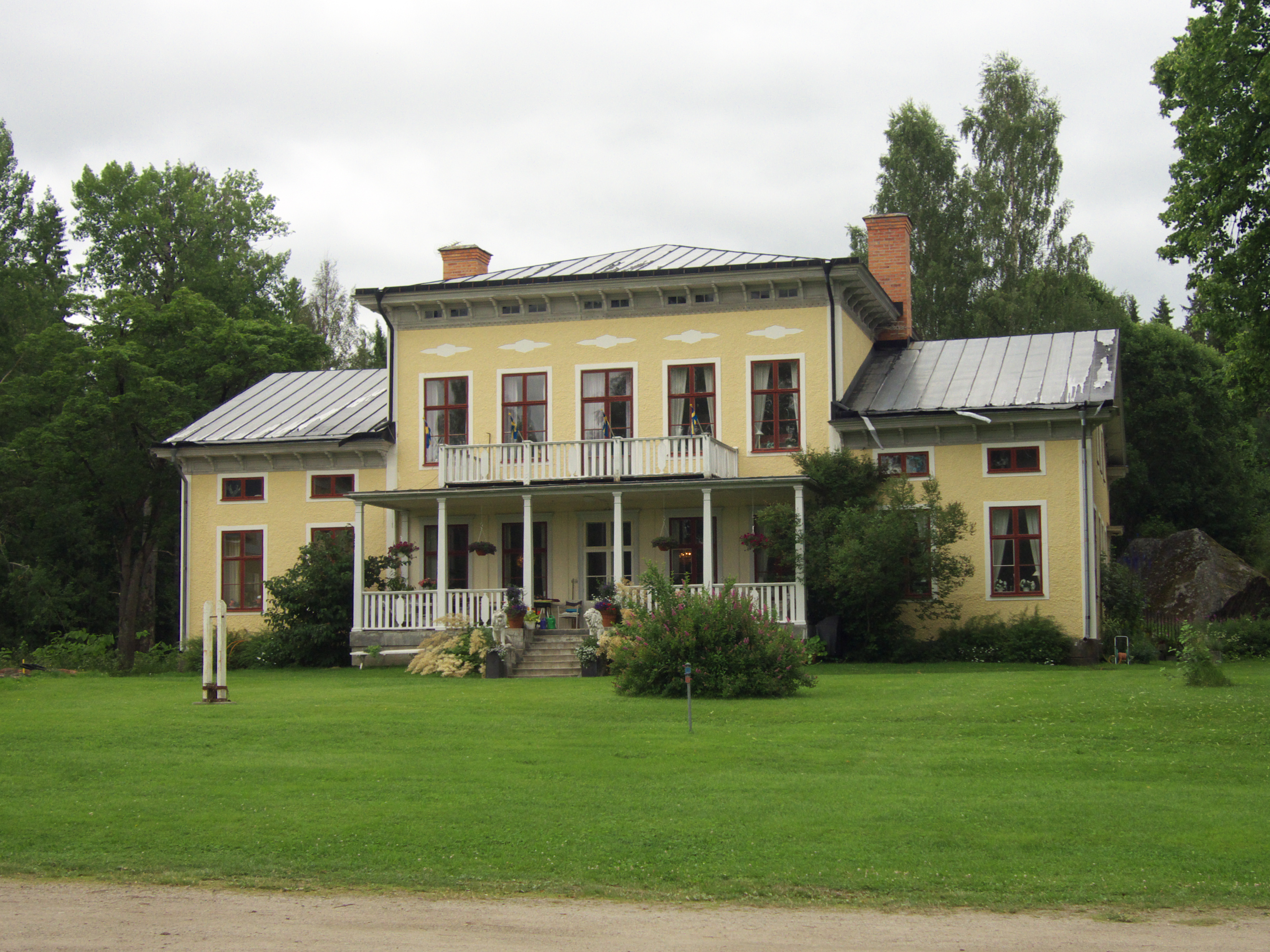
Strömbacka bruksherrgård.
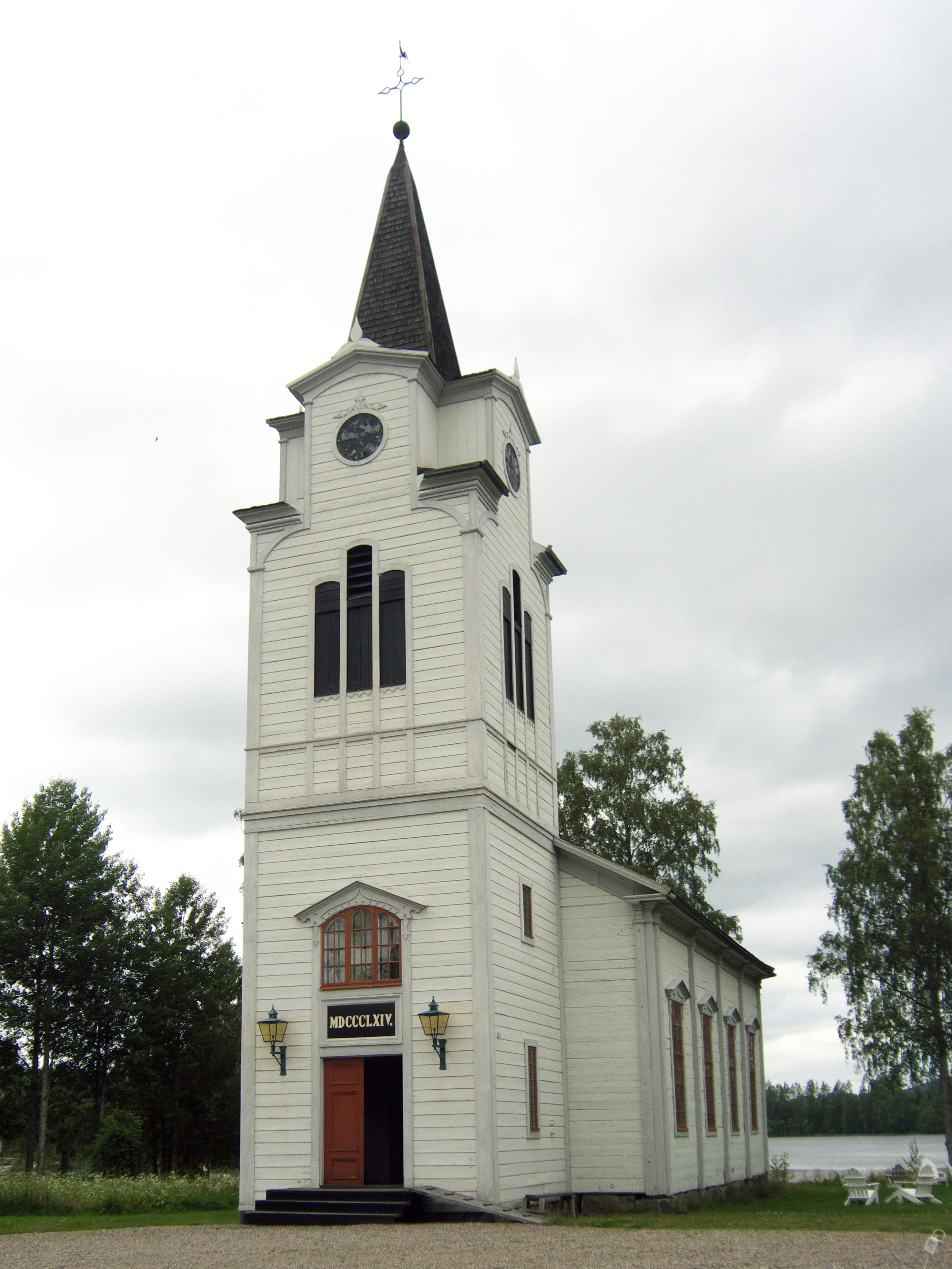
Strömbacka kapell.
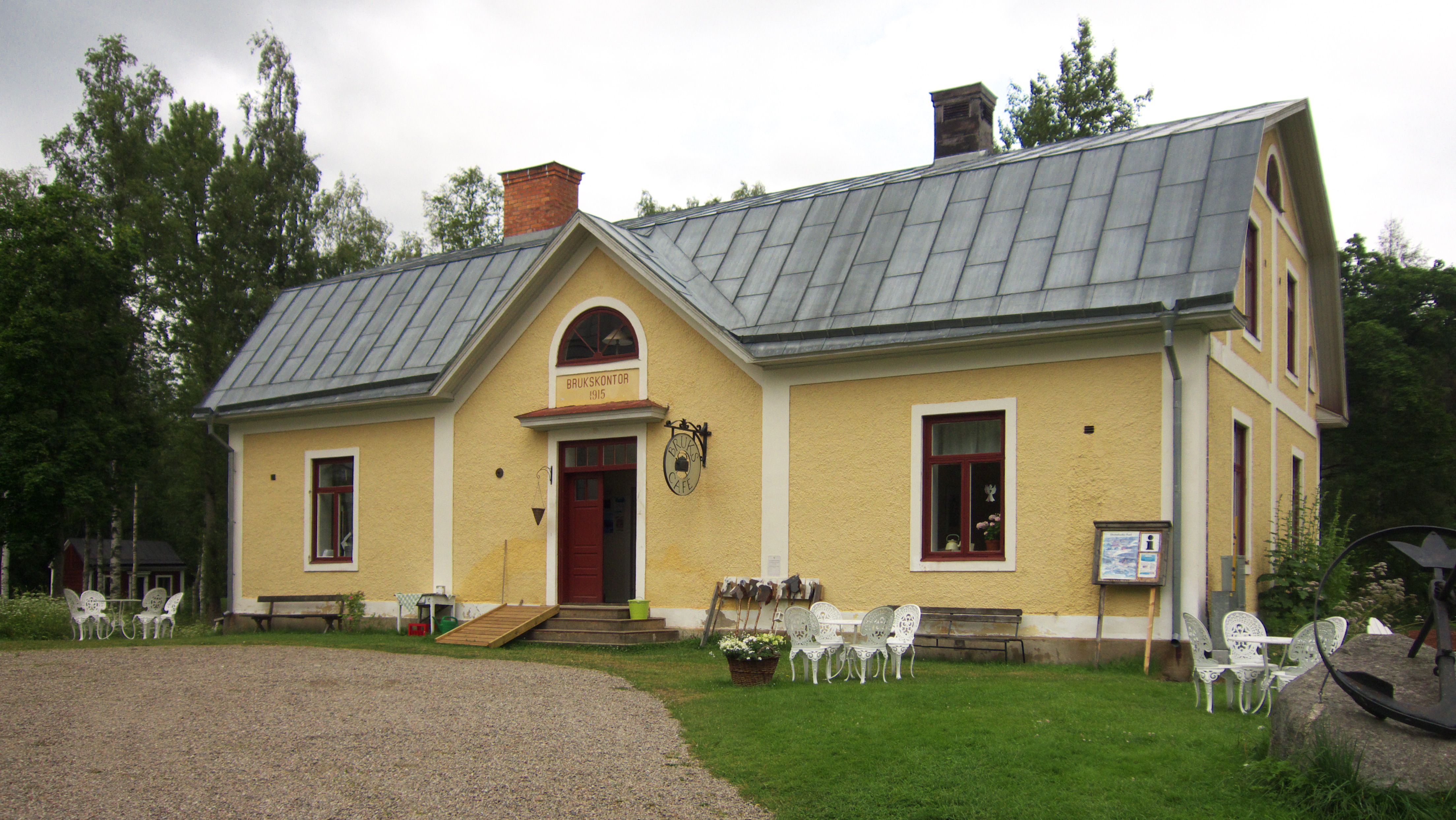
Gamla brukskontoret, numera kafé.
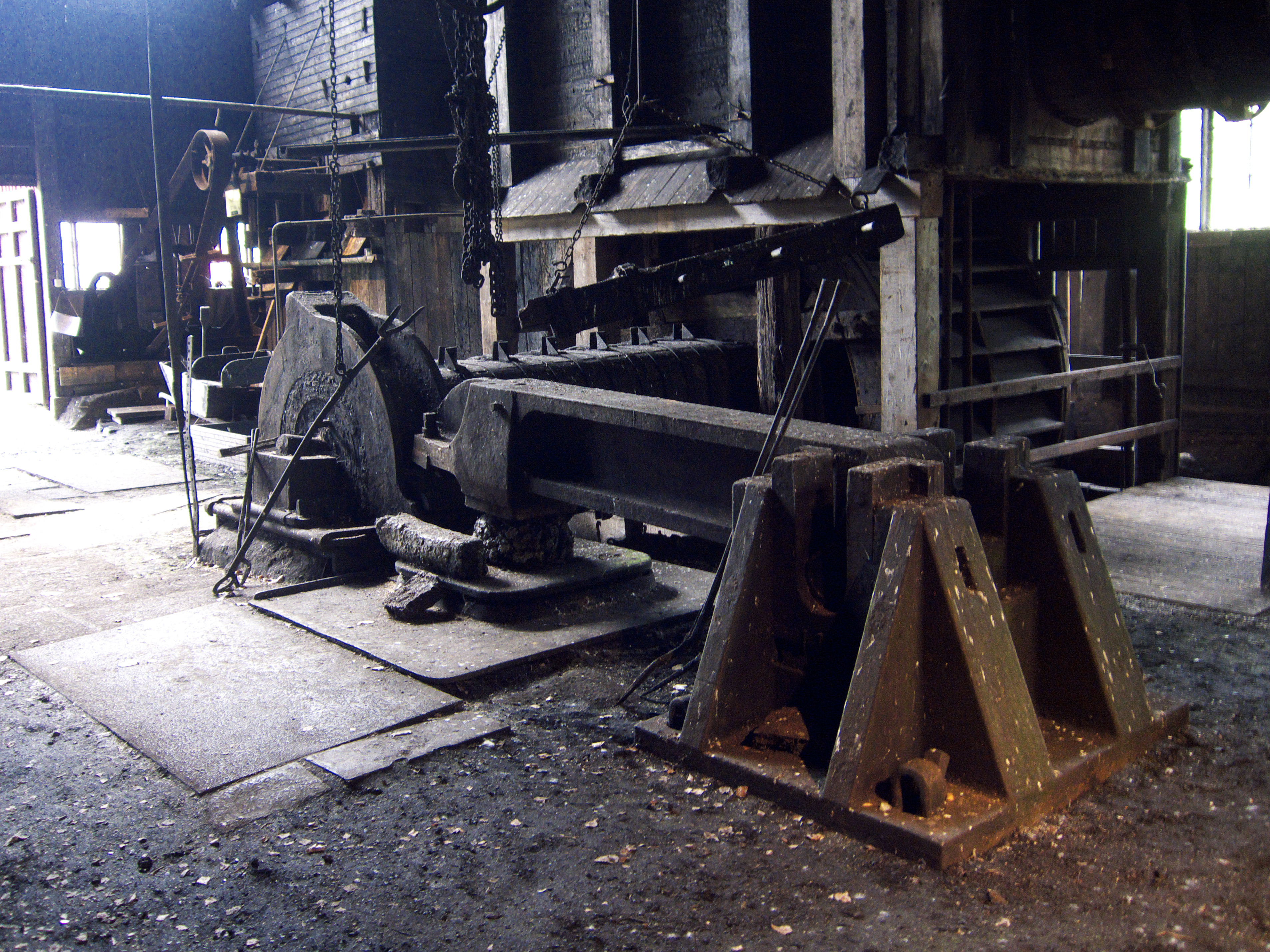
Interiör från hammarsmedjan.

## Befolkningsutveckling
| Befolkningsutvecklingen i Strömbacka 1950–2010                          | Befolkningsutvecklingen i Strömbacka 1950–2010 | Befolkningsutvecklingen i Strömbacka 1950–2010 | Befolkningsutvecklingen i Strömbacka 1950–2010 | Befolkningsutvecklingen i Strömbacka 1950–2010 |
| ----------------------------------------------------------------------- | ---------------------------------------------- | ---------------------------------------------- | ---------------------------------------------- | ---------------------------------------------- |
|                                                                         |                                                |                                                |                                                |                                                |
| År                                                                      |                                                |                                                | Folkmängd                                      | Areal (ha)                                     |
| 1950                                                                    | 1950                                           |                                                | 215                                            |                                                |
| 1960                                                                    | 1960                                           |                                                | 200                                            |                                                |
| 1990                                                                    | 1990                                           |                                                | 73                                             | 30#                                            |
| 1995                                                                    | 1995                                           |                                                | 66                                             | 30#                                            |
| 2000                                                                    | 2000                                           |                                                | 52                                             | 29#                                            |
| 2005                                                                    | 2005                                           |                                                | 54                                             | 29#                                            |
| 2010                                                                    | 2010                                           |                                                | 51                                             | 29#                                            |
| Anm.: Upphörde som tätort 1965. Upphörde som småort 2015. # Som småort. |                                                |                                                |                                                |                                                |